# فرنسيس دوفور
فرنسيس دوفور هو سياسي كندي، ولد في 28 مارس 1929 في كندا. حزبياً، نشط في الحزب الكيبيكي.